# Hubert Vautrin
Hubert Vautrin (ur. 1742, zm. 1822) – francuski jezuita, pisarz i guwerner.
Był wykształconym erudytą z Lotaryngii. Po kasacie zakonu jezuitów we Francji w 1773 został bez zajęcia, dlatego przyjął propozycję polskiej magnatki Elżbiety Sapieżyny, aby został guwernerem (wychowawcą) jej syna, przyszłego generała artylerii litewskiej Kazimierza Nestora Sapiehy. Vautrin był jego guwernerem w latach 1777–1781, a w 1782 wrócił do Nancy. We Francji opisał swoje wrażenia z Polski w sposób encyklopedyczny (od klimatu po sprawy ustroju i kultury) w książce pt. L’Observateur en Pologne (wydanej w 1807). Vautrin miał bardzo negatywną i tendencyjną opinię o Polsce i Polakach, jednak trzeba pamiętać, że znał tylko końcowy okres rozpadu i likwidacji I Rzeczypospolitej.
W szczególności wskazuje się, że opinia Vautrina na temat statusu chłopów w ostatnim wieku istnienia Rzeczypospolitej szlacheckiej nie jest obiektywnym opisem. Zmierzający do obiektywizmu opis wymagałby uwzględnienia wielu czynników, takich chociażby, jak rejon kraju, w którym chłop żył, rodzaj dóbr, które zamieszkiwał (szlacheckie, koronne, kościelne), warstwa ludności wiejskiej, do której przynależał. W dobie reform oświeceniowych sytuacja polskiego chłopa uległa poprawie. Za empiryczne potwierdzenie tej tezy może służyć zbiegostwo rosyjskich chłopów na terytorium Rzeczypospolitej w drugiej połowie XVIII wieku. Bez wątpienia zjawisko to jeszcze by się nasiliło, gdyby utrzymała się Ustawa Rządowa z 3 maja 1791 r. Jeden z jej punktów dawał wolność wszystkim chłopom, którzy przedostaną się na obszar Polski. Punkt ten wywołał oburzenie Katarzyny II. Carowa obawiała się, że ucieknie „do Polski większa część chłopów z Białej Rusi, a resztę by u mnie bałamucili”. Przesadność w prezentowaniu uciemiężenia chłopów w Rzeczypospolitej na tle innych krajów służyła nieraz jako argument na rzecz usprawiedliwienia rozbiorów. Sumienia cudzoziemskich pisarzy, przede wszystkim francuskich, nie nakazywały im opisywania położenia rosyjskich chłopów, które było cięższe. Wydaje się, że nie ostatnim powodem znieczulicy w tym względzie właścicieli wrażliwych skądinąd sumień było to, że wielu z nich dostawało z Petersburga hojne uposażenia.